# Valorant
Valorant (gestileerd als VALORANT) is een first-person shooter ontwikkeld en uitgegeven door Riot Games. Het spel werd in oktober 2019 aangekondigd onder codenaam Project A. Het is uitgebracht op 2 juni 2020 voor Microsoft Windows, met een gesloten bèta die eerder op 7 april 2020 startte.

## Speelstijl
In Valorant nemen twee teams van elk vijf spelers het tegen elkaar op, waarbij zij de rol aannemen van "agenten" die over unieke vaardigheden beschikken. Daarbij wordt gebruik gemaakt van een economisch systeem om wapens en vaardigheden te kopen. In de klassieke modus moet het aanvallende team een bom, de "Spike" genaamd, op een bepaalde plek plaatsen. Als het aanvallende team de Spike met succes beschermt en tot ontploffing weet te brengen, wint het de ronde en verdient het een punt. Als het verdedigende team de Spike met succes onschadelijk weet te maken of als de 100 seconden durende timer afloopt alvorens de bom is geplaatst, wint het verdedigende team de ronde en krijgt het een punt. Als de aanvallers alle verdedigende teamleden elimineren, winnen ze een ronde. Evenzo wint het verdedigende team, wanneer ze alle aanvallende teamleden elimineren. Het eerste team dat het merendeel van de 25 rondes wint, wint de wedstrijd zouden de 2 teams nu beiden 12 rondes winnen wint het eerste team dat een voorsprong heeft van 2 rondes.
Verder heeft het spel een deathmatch-modus. dit houdt in dat de speler die als eerste 40 tegenspelers heeft gedood het spel wint. Ook heeft het spel een "spike rush mode". Dit is eigenlijk hetzelfde als de klassieke mode alleen wint het team dat als eerste 4 rondes wint en heeft iedereen elke ronde hetzelfde wapen.
Spelers kunnen in het spel ook skins voor de wapens kopen. Deze kunnen gekocht worden door valorantpunten te kopen met echt geld.

### Agenten
Er zijn momenteel 25 bekende agenten in Valorant. Agenten hebben elk speciale vaardigheden, die ofwel voor rondes worden gekocht of zijn verdiend door middel van eliminatie in het spel.
Agentlijst:
- Phoenix uit het Verenigd Koninkrijk
- Jett uit Zuid-Korea
- Viper uit de Verenigde Staten
- KillJoy uit Duitsland
- Sova uit Rusland
- Cypher uit Marokko
- Brimstone uit de Verenigde Staten
- Sage uit China
- Breach uit Zweden
- Raze uit Brazilië
- Reyna uit Mexico
- Omen van onbekende origine
- Skye uit Australië
- Yoru uit Japan
- Astra uit Ghana
- Kay/o uit een alternatieve toekomst
- Chamber uit Frankrijk
- Neon uit de Filipijnen
- Fade uit Turkije
- Harbor uit India
- Gekko uit de Verenigde Staten
- Deadlock uit Noorwegen
- Iso uit China
- Clove uit Schotland
- Vyse uit Zuid-Korea (verwachte verschijningsdatum 25 of 26 augustus 2024)

## Ontwikkeling
Valorant is ontwikkeld door Riot Games, dat eerder onder andere League of Legends heeft ontwikkeld. Het spel is gebouwd met behulp van de Unreal Engine.

## Release
Valorant werd in oktober 2019 voor het eerst getoond onder de voorlopige titel "Project A". Het werd officieel aangekondigd op 1 maart 2020 met een gameplay-video op YouTube genaamd "The Round". De besloten bèta van de game werd op 7 april 2020 gelanceerd in de Verenigde Staten, Canada, Europa, Rusland en Turkije. Valorant is uitgebracht op 2 juni 2020. Vervolgens werd op 2 augustus 2024 de console versie van Valorant uitgebracht, die goede reviews heeft ontvangen van de community.

## Ontvangst
Valorant wordt door de Amerikaanse website Polygon vergeleken met onder andere Valve's Counter-Strike: Global Offensive, waarbij twee teams van vijf al dan niet proberen een bom te plaatsen, alsook Blizzard's op helden gebaseerde shooter Overwatch.